# أوقست فرانك
أوقست فرانك (بالألمانية: August Frank)‏ هو كاتب ألماني، ولد في 5 أبريل 1898 في آوغسبورغ في ألمانيا، وتوفي في 21 مارس 1984 في كارلسروه في ألمانيا.